# Sisco (Comic)
Sisco ist eine seit 2010 erscheinende frankobelgische Comicserie von Thomas Legrain und Benec rund um Vincent Sisco-Castiglioni, genannt „Sisco“, einem Spezialagenten des Élysée-Palasts.

## Allgemein
- Szenario: Benec
- Zeichnung: Thomas Legrain
- Farben: Peng Wang und Studio 9 (Band 1–3), Filippo Rizzu (Band 4–8), Elvire de Cock (Band 9–10)
- Seitenzahl: 48

Jede Geschichte erstreckt sich über zwei Bände, die gemeinsam einen Zyklus bilden.

## Inhalt
Sisco ist Agent beim französischen DGSPPR (Direction Générale des Services de Protection du Président de la République). Im Namen der Staatsräson begeht er Morde, vertuscht Affären und legt sich mit ausländischen Geheimdiensten an.

### Kurzfassung
Im ersten Zyklus geht es um einen Mord an einem Berater der Regierung, der zur Vermeidung einer Staatsaffäre als Selbstmord getarnt werden soll. Allerdings wird Sisco zufällig von einem Fensterputzer beobachtet und gefilmt und ist im Weiteren mit der Vertuschung des Mords beschäftigt. Als weiteres Problem stellt sich ein Kollege heraus, der mit unsauberen Methoden versucht, die Kontrolle beim DGSPPR zu übernehmen.
Im zweiten Zyklus wird Sisco auf Grund der vorangegangenen Ereignisse zum Personenschutz für die Tochter des französischen Präsidenten degradiert.

### Hauptfiguren
- Vincent Sisco-Castiglioni: französischer Spezialagent beim DGSPPR
- Dupré: Chef des DGSPPR und damit Vorgesetzter von Sisco
- Manon Jouvert: Sekretärin des französischen Präsidenten und Affäre von Sisco

## Entstehung
Die Idee für die Comicserie Sisco stammt vom Senaristen Benec, der durch die Lektüre eines Buches über François Mitterrand inspiriert wurde. Zur Regierungszeit von Mitterrand verstarb François de Grossouvre, ein Berater des Präsidenten, im Élysée-Palast. Ob es sich dabei um einen Mord oder Selbstmord handelte, wurde seinerzeit kontrovers diskutiert. Der erste Band der Comicserie beginnt mit einer ähnlichen Szene, bei der Sisco einen Berater der Regierung tötet und dies wie einen Selbstmord aussehen lässt.

## Veröffentlichungen
Im französischsprachigen Original erscheinen die Alben im Verlag Le Lombard, der 2008 von der Groupe Dargaud übernommen wurde.
Seit 2018 erscheint die Serie auf Deutsch im Verlag Bunte Dimensionen.
| Band Nr. | Zyklus | deutscher Titel                   | Originaltitel                  | ISBN (der dt. Ausgabe) |
| -------- | ------ | --------------------------------- | ------------------------------ | ---------------------- |
| 1        | 1      | Schiess nur auf Befehl! (2018)    | Ne tirez que sur ordre! (2010) | ISBN 978-3-944446-69-1 |
| 2        | 1      | Bring sie zum Schweigen! (2019)   | Faite-la taire! (2010)         | ISBN 978-3-944446-74-5 |
| 3        | 2      | Gin Fizz (2019)                   | Gin-Fizz (2011)                | ISBN 978-3-944446-77-6 |
| 4        | 2      | Whisky Coke (2020)                | Whiskey-Coke (2011)            | ISBN 978-3-944446-85-1 |
| 5        | 3      | Kalaschnikow-Diplomatie (2020)    | Kalachnikov diplomatie (2012)  | ISBN 978-3-944446-91-2 |
| 6        | 3      | 9-Millimeter-Verhandlungen (2021) | Négociations en 9mm (2013)     | ISBN 978-3-944446-99-8 |
| 7        | 4      | Murphy’s Law (2021)               | La loi de Murphy (2014)        | ISBN 978-3-949144-03-5 |
| 8        | 4      | Realpolitik (2022)                | Realpolitik (2014)             | ISBN 978-3-949144-10-3 |
| 9        | 5      | Schwarzes Gold (2022)             | Gold Black (2016)              | ISBN 978-3-949144-19-6 |
| 10       | 5      | Maori Blues (2023)                | Maori Blues (2017)             | ISBN 978-3-949144-25-7 |
| 11       | 6      | Belgian Rhapsody (2023)           | Belgian Rhapsody (2020)        | ISBN 978-3-949144-33-2 |
| 12       | 6      | Russisch Roulette (2024)          | Roulette russe (2021)          | ISBN 978-3-949144-37-0 |